# Atrichiana placida
Atrichiana placida är en skalbaggsart som beskrevs av Karl Henrik Boheman 1857. Atrichiana placida ingår i släktet Atrichiana och familjen Cetoniidae. Inga underarter finns listade.